# تيدي سيرز
تيدي سيرز (بالإنجليزية: Teddy Sears)‏ مواليد 6 أبريل 1977 في الولايات المتحدة، هو ممثل أمريكي بدأ مسيرته الفنية سنة 2001. لعب دور شخصية هانتر زولومون في مسلسل البرق. معروف أيضا بلعب دور ريتشارد باتريك في مسلسل رفع المستوى على شبكة تورنر التلفزيونية.

## الأعمال

### أفلام
- رجل وحيد

### مسلسلات
- الجنس والمدينة
- حياة واحدة للعيش
- القانون والنظام: الوحدة الخاصة للضحايا
- العرض المتأخر مع ديفيد ليترمان
- بيتي القبيحة
- سي إس آي: ميامي
- ماد من
- لاس فيغاس
- قواعد الارتباط
- سامانثا من؟
- البرق

## وصلات خارجية
- تيدي سيرز على موقع IMDb (الإنجليزية)
- تيدي سيرز على موقع روتن توميتوز (الإنجليزية)
- تيدي سيرز على موقع أول موفي (الإنجليزية)
- تيدي سيرز على موقع قاعدة بيانات الأفلام السويدية (السويدية)
- تيدي سيرز على موقع قاعدة بيانات الفيلم (الإنجليزية)
- تيدي سيرز على موقع كينوبويسك (الروسية)